# Fundación Academia Europea e Iberoamericana de Yuste

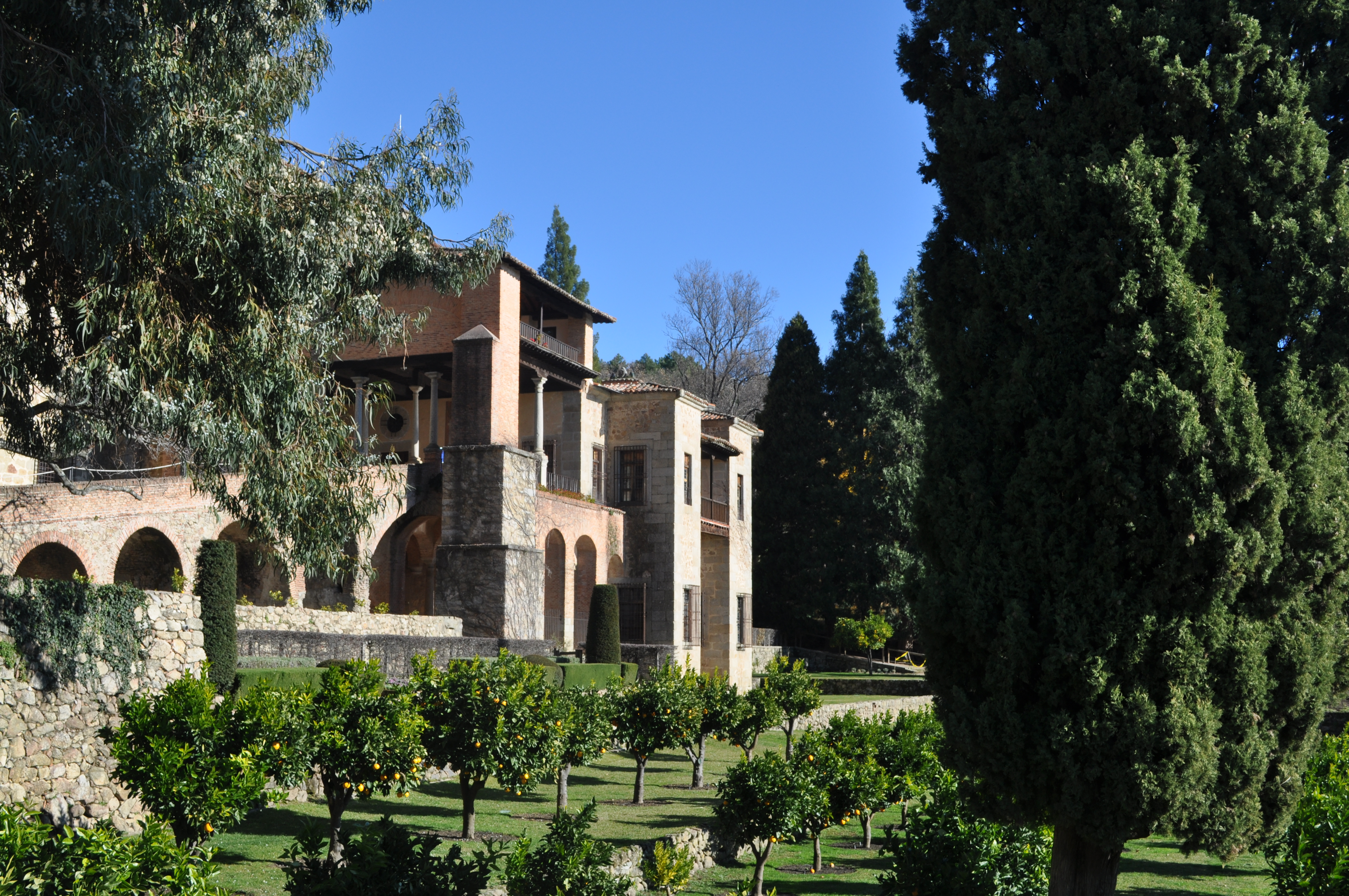
Domicilio de la Fundación en el Real Monasterio de Yuste

La Fundación Academia Europea e Iberoamericana de Yuste es una organización creada en 2017 para el fomento de las relaciones de España con el resto de Europa y con Iberoamérica. Realiza diversas actividades con estos fines, entre las que está la entrega del Premio Europeo Carlos V.

## Características
En diciembre de 2016 se acordó la fusión entre la Fundación Academia Europea de Yuste y el Centro Extremeño de Estudios y Cooperación con Iberoamérica. En octubre de 2017 se creó la Fundación Academia Europea e Iberoamericana de Yuste.
Se define como una entidad pública sin ánimo de lucro, de carácter cultural, científico, investigador y divulgador. Se encuentra en el sector público de la Junta de Extremadura.
Sus actividades tienen el propósito de fortalecer los vínculos españoles con el resto de Europa y con Iberoamérica. Entre sus fines solidarios se encuentra la concesión de becas, la organización de cursos, la edición de publicaciones, las actividades I+D+I y el desarrollo de programas de cooperación y desarrollo, entre otras actividades.